# Хантавірус
Хантавірус (наразі затверджена таксономічна назва Ортохантавірус, Orthohantavirus) — рід вірусів людини і тварин з монотипної родини Hantaviridae (хантавірусів) ряду Bunyavirales. Сферичні віріони розміром від 228 до 5051 нм покриті ліпідною оболонкою. Типовий штам був вперше описаний в 1978 році. Як члени порядку Bunyavirales, Orthohantavirus мають трикомпонентний фрагментований геном з однонитковою РНК негативної полярності. Великий сегмент геному кодує РНК-залежну РНК-полімеразу (репліказу), середній — два глікопротеїни зовнішньої мембрани вірусу, а малий — білок нуклеокапсиду.

## Патогенна дія
Зараження деякими хантавірусами у жителів Європи проявляється переважно в легкій формі геморагічної гарячки з нирковим синдромом, хоча в останні роки повідомлялося й про смертельні випадки у хворих, уражених вірусом Добрава-Белград (Dobrava-Belgrade orthohantavirus), з них чотири випадки зафіксовано в 2009 році в Краснодарському краї. Тоді як в Азії та Південній Америці віруси, що циркулюють там, можуть спричинити смерті. Але віруси циркулюють серед гризунів, до людей потрапляють вкрай рідкісно під час їхнього тривалого перебування в місцях мешкання гризунів.